# フランツ・ルートヴィヒ・フォン・デア・プファルツ
フランツ・ルートヴィヒ・フォン・デア・プファルツ（Franz Ludwig von der Pfalz, 1664年7月18日 - 1732年4月6日）は、プファルツ＝ノイブルク家出身のブレスラウ司教、ヴォルムス司教、トリーア大司教、マインツ大司教、及びドイツ騎士団総長。

## 生涯
プファルツ選帝侯フィリップ・ヴィルヘルムとその妻でヘッセン＝ダルムシュタット方伯ゲオルク2世の娘であるエリーザベト・アマーリアの間の第9子、6男として生まれた。
1683年、次兄でケルン補佐司教のヴォルフガング・ゲオルク・フリードリヒが死ぬと、ヴォルフガングが兼ねる予定であったブレスラウ司教の座に就いた。1694年には別の兄ルートヴィヒ・アントンの死を受け、ドイツ騎士団総長及びヴォルムス司教となった。1716年にはトリーア大司教を兼ねる。
トリーア大司教領を統治していた間、フランツ・ルートヴィヒは大司教領内の司法制度を改革し、モーゼル川にかかる古代ローマ時代の橋やトリーア大聖堂の改修を行った。1729年には更にマインツ大司教を兼ねたが、教皇は2つの大司教領を同時に治めることを禁じたので、トリーア大司教の座を放棄せねばならなかった。マインツ大司教の座にある間、フランツ・ルートヴィヒは大司教領の行政・司法改革に取り組む一方で、バロック様式の宮殿「ドイッチュハウス・マインツ」の建設をも行った。
1732年、ブレスラウ（現在のポーランド領ヴロツワフ）で亡くなり、彼のためにブレスラウ大聖堂内に設けられた礼拝堂に葬られた。